# Valentina Petrini
Valentina Petrini (Taranto, 11 agosto 1979) è una giornalista e conduttrice televisiva italiana.

## Biografia
Giornalista pubblicista, iscritta dal 2005 all'Ordine dei Giornalisti della Puglia. Inizia la sua carriera in Radio Popolare Network, poi nell'agenzia di stampa Adnkronos e nel 2002 collabora con Il Centro di Pescara. Nel 2003 entra a far parte dell'Unità, dove lavorerà come collaboratrice per tre anni.
Nel 2005 si laurea e si specializza in analisi delle politiche migratorie in Italia e in Europa. Cura la comunicazione stampa per il Dipartimento Libertà Civili e Immigrazione del Ministero dell'Interno e sempre nello stesso periodo inizia a pubblicare reportage e inchieste su Io Donna, D di Repubblica, il Venerdì di Repubblica e in particolare sull'Espresso.
Nel 2007 diviene assistente del funzionario delle Nazioni Unite Staffan de Mistura con focus sul dossier dei centri di permanenza temporanea (CPT) per immigrati clandestini.

## Carriera televisiva
Nel 2008 inizia la sua presenza in televisione su LA7 con Alessandro Sortino, con cui lavora alla realizzazione del programma d’inchiesta Malpelo. All'interno del programma verrà dato ampio risalto al “caso Ilva” di Taranto da cui poi nascerà l’inchiesta sulle correlazioni tra inquinamento e salute "Ambiente Svenduto". Subito dopo entra a far parte della squadra di Exit, programma di Ilaria D’Amico su LA7, dove resterà per cinque stagioni come inviata.
Entra a far parte della squadra di Corrado Formigli per il programma Piazzapulita sin dalla prima stagione del 2011 come inviata su tematiche del lavoro e sociali con interviste esclusive a Licio Gelli e Carmine Schiavone. Nel 2015, sempre per Piazzapulita, si finge profuga e attraversa clandestinamente i Balcani: Grecia, Macedonia, Serbia, Ungheria camminando insieme a una famiglia curdo/siriana.
Nel giugno del 2016 viene chiamata in Rai come conduttrice assieme a Enrico Lucci nel nuovo programma di Rai 2, Nemo - Nessuno escluso, che condurrà fino al 2018. All'interno del programma, oltre a svolgere il ruolo di conduttrice, andrà come inviata a Mosul e in Donbass per raccontare le storie di giovani italiani che hanno scelto la guerra, in America per raccontarne la società del dopo Trump, in Niger per percorrere le rotte dell'immigrazione.
A gennaio 2017 lavora alla realizzazione di I Cacciatori su Nove.
Dal 23 ottobre 2019 conduce Fake - La fabbrica delle notizie su Nove.

## Libri
Per la collana Ri-Creazioni della casa editrice Chiarelettere ha pubblicato nel 2021 Non chiamatele Fake News, una sorta di autobiografia professionale.

## Podcast
Dal 2021 conduce su Audible il podcast "Complotti" insieme a Massimo Polidoro.

## Partecipazione a premi e riconoscimenti
- 2011 - Finalista premio Ilaria Alpi "sezione Giovani" con La Macchina del consenso[4]
- 2016 - Vincitrice DIG AWARDS "Short Reportage" con Travelling with the refugees[5]
- 2022 - Vincitrice del "Premio della ragione" del Cicap in occasione del Cicapfest 2022